# Photedes suffusa
Photedes suffusa är en fjärilsart som beskrevs av Barend J. Lempke 1965. Photedes suffusa ingår i släktet Photedes och familjen nattflyn. Inga underarter finns listade i Catalogue of Life.